# Raúl Jiménez (football, 2006)
Raúl Jiménez, né le 16 février 2006 à Catral en Espagne, est un footballeur espagnol qui évolue au poste de gardien de but au Valence CF.

## Biographie

### En club
Né à Catral en Espagne, Raúl Jiménez est notamment formé par le Valence CF. Le 5 avril 2022 il signe un premier contrat le liant au club jusqu'en juin 2024.
S'imposant dans les différentes catégories de jeunes du club de Valence, Jiménez prolonge son contrat avec son club formateur le 8 novembre 2023,.

### En sélection
Raúl Jiménez commence sa carrière internationale avec l'équipe d'Espagne des moins de 16 ans, jouant au total quatre matchs en 2022.
Raúl Jiménez est convoqué avec l'équipe d'Espagne des moins de 19 ans pour participer au Championnat d'Europe des moins de 19 ans en 2024. Après avoir battu l'Italie, l'Espagne atteint la finale de la compétition. Il est titularisé lors de la finale face à la France, contre laquelle les Espagnoles s'imposent par deux buts à zéro, et remportent ainsi la compétition,.
Raúl Jiménez est de nouveau convoqué avec les moins de 19 ans pour participer au Championnat d'Europe des moins de 19 ans en 2025, étant même le capitaine de la sélection durant ce tournoi.

## Palmarès

### En sélection
Espagne -19 ans
- Championnat d'Europe
  - Vainqueur en 2024
  - Finaliste en 2025